# Jamie Margolin

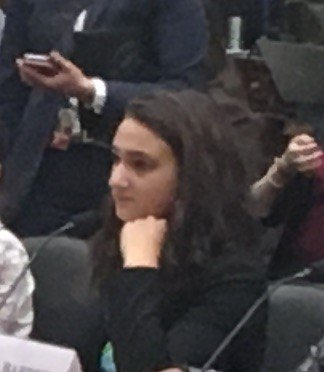
Jamie Margolin.

Jamie Margolin (geb. 10. Dezember 2001) ist eine US-amerikanische Klimaschutz-Aktivistin. Sie ist Mitbegründerin der Zero-Hour-Bewegung und wurde als ein Gesicht der US-amerikanischen Klimajugend weltweit bekannt.

## Leben und Wirken
Im Alter von 16 Jahren war Margolin neben Nadia Nazar eine der Gründerinnen der Zero-Hour-Bewegung, die soziale Medien zu Organisierung der ersten Jugendmärsche zur Klimakrise in 25 Städten nutzte. Angeregt zur Gründung wurde sie vom Ausmaß der Schäden des Hurrikans Maria, der verheerende Zerstörungen in Puerto Rico angerichtet hatte, und Waldbränden in Kanada, deren Rauchwolken bis in Margolins Heimatstadt Seattle gezogen waren. Sie sagte an der Seite von Greta Thunberg vor dem US-Kongress als Zeugin aus.
Margolin spricht offen über ihre Hoffnung, dass die Klimakrise überwunden werden kann:

„Wenn man denkt, dass es keine Hoffnung gibt, wie kann man dann dagegen ankämpfen, ohne völlig durchzudrehen? Ich habe keine andere Wahl, als zu glauben, dass wir das schon irgendwie durchstehen werden, denn für was kämpft man sonst überhaupt?“

Die Zeitschrift Teen Vogue nannte Margolin im Jahr 2018 auf ihrer Liste „21 Under 21“. Das People-Magazin nannte sie 2018 auf seiner Liste „25 Women Changing the World“. Die BBC-Sendung 100 Women porträtierte sie im Jahr 2019.